# Fritz Kleist (Pädagoge)
Adolph Benjamin Wilhelm Friedrich Kleist, kurz Fritz Kleist oder Friedrich Kleist (* 13. Februar 1836 in Gardelegen; † 16. März 1902 in Magdeburg) war ein deutscher Lehrer und Kunsterzieher.

## Leben
Kleist wurde in Gardelegen als Sohn von Christian Heinrich Friedrich Kleist und Marie Sophie Kleist geboren und am 28. Februar 1836 evangelisch getauft.
Kleist durchlief von 1854 bis 1857 eine Ausbildung im Königlich Preußischen Schullehrer-Seminar zu Barby. Anschließend arbeitete er von 1857 bis 1863 als Lehrer an der höheren Töchterschule zu Stendal. Ab 1863 wirkte er in Magdeburg an verschiedenen städtischen Schulen, zuletzt an der ersten Bürgerschule. Michaelis 1868 nahm er die Aufgaben als Elementar- und Zeichenlehrer an der Magdeburger Guericke-Oberrealschule wahr.
Am 16. Juli 1865 heiratete er in der Magdeburger Jakobikirche die 1837 geborene Ida Julie Ulrike Charlotte Büttner. In Magdeburg wohnte er zuletzt in der Kronprinzenstraße, der späteren Kantstraße, Nummer 6, wo er auch verstarb.

## Schriften (Auswahl)
- Eine kritische Beleuchtung der Grundsätze des Vereins deutscher Zeichenlehrer sowie der Lehrpläne für das Freihandzeichnen in den preußischen Schulen, Berlin 1883
- Lehrgang für das Freihandzeichnen in Volks- und Bürgerschulen. Ausführliche Lektionen nebst Übungsaufgaben, herausgegeben von dem Verein zur Förderung des Zeichenunterrichtes in der Provinz Sachsen und den angrenzenden Landesteilen. Im Auftrage des Ausschusses bearbeitet von Fritz Kleist, Zeichenlehrer an der Oberrealschule zu Magdeburg
  - Teil 1: Die gerade Linie und ebene von geraden Linien begrenzte Figuren, Magdeburg: Rathke, 1887; Digitalisat über die Staatsbibliothek Berlin
  - Teil 2: Die krumme Linie und ebene von krummen Linien begrenzte Figuren, nebst einem kurzen Abriß der Farbenlehre und ihrer methodischen Behandlung, Magdeburg: Rathke, 1889; Digitalisat
  - Teil 3: Das Körperzeichnen, Magdeburg: Rathke, 1890; Digitalisat